# Carl-Erik Ljungström
Carl-Erik Ljungström, född 12 juli 1911 i Göteborg, död där 4 december 1974, var en svensk målare, grafiker och bokillustratör.
Ljungström var som konstnär autodidakt. Tillsammans med Nils Dahlbeck utgav han ett antal fågelböcker. Hans konst består huvudsakligen av fåglar där fåglarna är anatomiskt riktigt återgivna i pastell med mjuk färgskala och en stor noggrannhet i miljön runt fåglarna. Ljungström är begravd på Västra kyrkogården i Göteborg.   